# هيرمان كيس
هيرمان كيس (21 ديسمبر 1886، لايبزيغ - 7 فبراير 1964، غوتنغن) كان عالم مصريات ألماني. درس كأستاذ في جامعتي غوتنغن وعين شمس في القاهرة.

## الحياة
كان هيرمان (ألكسندر جاكوب) كيس ابن مالك العقار الثري بول كيس. بعد إنهاء دراسته في مدرسة توماس في لايبزيغ عام 1905 بدأ كيس دراسته في جامعتي غوتنغن وميونيخ حيث درس علم المصريات والآثار والتاريخ. أنهى كيس دراسته عام 1911 برسالة الدكتوراه بعنوان رقصة التضحية للملك المصري. في عام 1912 قام برحلته الدراسية الأولى إلى مصر.
بعد الحرب العالمية الأولى، التي شارك فيها بالكامل، تمكن كيس من الحصول على درجة الأستاذية في جامعة فرايبورغ عام 1920. فورًا بعد ذلك، أصبح أستاذ مساعد في جامعة لايبزيغ. في عام 1924، تم تكليف كيس بقيادة قسم علم المصريات في جامعة غوتنغن. درس بشكل رئيسي تاريخ الديانات المصرية القديمة وعالم آلهتها. وتعتبر كتبه الإيمان بالآلهة في مصر القديمة والإيمان بالموت وتصورات الآخرة لدى المصريين القدماء من الأعمال المرجعية.
قبل عام 1933 كان كيس رئيسًا لـ حزب الشعب الوطني الألماني (DNVP) في غوتنغن، الذي كان عضوًا فيه منذ عام 1919. في عام 1933 انضم إلى كتيبة العاصفة (SA). بعد عام 1933 تورط هيرمان كيس في سياسة العلوم النازية. هكذا تم إجبار اثنين من أشهر خريجي ندوة غوتنغن، جورج شتايندورف وهانز جاكوب بولوتسكي، على الهجرة. في 3 يونيو 1937، قدم كيس طلبًا للانضمام إلى الحزب النازي وتم قبوله بأثر رجعي اعتبارًا من 1 مايو من نفس العام (رقم العضوية 4.887.982).
بعد نهاية الحرب، تم إعفاء كيس من منصبه في إطار عملية اجتثاث النازية وتم تصنيفه في فئة أقل عبءًا كموظف في حالة انتظار. تولى إبرهارد أوتو منصب مدير الندوة من عام 1946 إلى 1950 ويواخيم شبيغل من 1950 إلى 1952. بفضل جهود تلميذه السابق أحمد بدوي (1905–1980)، أتيحت لكيس الفرصة للعيش بشكل موسمي في القاهرة كمستشار للشؤون الدراسية في جامعة إبراهيم باشا التي أُعيدت تسميتها إلى جامعة عين شمس عام 1954. بعد تقاعده رسميًا في 1 أبريل 1952، خلفه سيغفريد شوت في غوتنغن وتولى كيس منصب أستاذ زائر في جامعة عين شمس حتى عام 1956.
توفي هيرمان كيس في 7 فبراير 1964 في غوتنغن ودفن هناك.
من 1927 إلى 1945 كان عضوًا عاديًا في أكاديمية العلوم في غوتنغن.

## المؤلفات (اختيار)
- Der Opfertanz des ägyptischen Königs (رقصة التضحية للملك المصري). هينريشس، لايبزيغ 1912، (أيضًا: دكتوراه، جامعة ميونيخ، 1911).
  - كذلك: Nachlese zum Opfertanz des ägyptischen Königs. في: Zeitschrift für Ägyptische Sprache und Altertumskunde. المجلد 52، 1914 (1915)، ص. 61–72، دُوِي:10.1524/zaes.1915.52.1.61.
- Totenglauben und Jenseitsvorstellungen der alten Ägypter. Grundlagen und Entwicklung bis zum Ende des mittleren Reiches (الإيمان بالموت وتصورات الآخرة لدى المصريين القدماء. الأسس والتطور حتى نهاية المملكة الوسطى). هينريشس، لايبزيغ 1926.
- Der Götterglaube im alten Aegypten (= Mitteilungen der Vorderasiatisch-Ägyptischen Gesellschaft. المجلد 45، قالب:ZDB) (الإيمان بالآلهة في مصر القديمة). هينريشس، لايبزيغ 1941.
- Das Priestertum im ägyptischen Staat vom Neuen Reich bis zur Spätzeit في: Probleme der Ägyptologie. المجلد 1: Das Priestertum im ägyptischen Staat vom Neuen Reich bis zur Spätzeit. بريل، لايدن / كولونيا 1953 (نسخة رقمية).
- Das alte Ägypten. Eine kleine Landeskunde (مصر القديمة. دراسة صغيرة). أكاديمية فيرلاج، برلين 1955.
- Die Hohenpriester des Amun von Karnak von Herihor bis zum Ende der Äthiopenzeit في: Probleme der Ägyptologie. المجلد 4: Die Hohenpriester des Amun von Karnak von Herihor bis zum Ende der Äthiopenzeit. بريل، لايدن 1964، 603812570.

## الأدب
- Wolfhart Westendorf (1977), "Kees، Hermann", Neue Deutsche Biographie (NDB) (بالألمانية), Berlin: Duncker & Humblot, vol. 11, pp. 389–390{{استشهاد}}:  صيانة الاستشهاد: postscript (link) صيانة الاستشهاد: ref duplicates default (link)

 (full text online)

## الروابط الخارجية
- نصوص عن هيرمان كيس في فهرس مكتبة ألمانيا الوطنية
- „Virtuelle Ausstellung“ Hermann Kees